# Президентские выборы в США (1856)
Президентские выборы в США 1856 года состоялись 4 ноября 1856 года. Кандидат от Демократической партии Джеймс Бьюкенен победил кандидата от недавно образованной Республиканской партии Джона Фримонта и кандидата от партии незнаек и вигов, бывшего президента Милларда Филлмора. Главным вопросом выборов было расширение рабства, которому поспособствовал Акт Канзаса-Небраски 1854 года. Бьюкенен победил действующего президента Франклина Пирса на Национальном съезде демократов, на котором определялся кандидат от партии на выборах. Пирс стал крайне непопулярен на Севере из-за своей поддержки фракции сторонников рабства в продолжающейся гражданской войне на территории Канзас, а Бьюкенен, бывший государственный секретарь, избежал участия в поляризованных в дебатах по поводу Акта Канзас-Небраска, так как находился в Европе в качестве посла в Великобритании.
Вместе с рабством основным вопросов выборов было само выживание Соединенных Штатов в том виде, в котором они существовали на тот момент. Демократы считались партией, выступающей за рабство; новая Республиканская партия, хотя и враждебно относившаяся к рабству, ограничила свои усилия борьбой с распространением рабства на федеральные территории (и его отмену в округе Колумбия). Нативистская партия незнаек (официально известная как Американская партия) конкурировала с республиканцами за то, чтобы заменить умирающую партию вигов в качестве основной оппозиции демократам. Они подчеркивали своё противодействие католическим иммигрантам.
Республиканский национальный съезд 1856 года выдвинул на пост президента исследователя, военного и бывшего сенатора от Калифорнии Джона Фримонта, служившего в мексикано-американской войне. Партия незнаек, которая обычно игнорировала рабство и вместо этого акцентировала своё внимание на антииммиграционной и антикатолической риторике, выдвинула бывшего президента-вига Милларда Филлмора.
Демократы в целом поддерживали экспансионистскую политику рабовладельцев разной интенсивности. Южные демократы выступали за расширение рабства, и некоторые из них хотели присоединить Кубу к США в качестве рабовладельческой территории, как это было предусмотрено в Остендском манифесте. В то же время северные демократы поддерживали политику «народного суверенитета», согласно которой жителям территории предоставлялось право самостоятельно решать правовой статус рабства на своей земле. Однако на практике, эта стратегия привела к локальной гражданской войне на территории Канзас. Фримонт выступал против расширения рабства, а Бьюкенен назвал эту позицию «экстремистской», предупредив, что победа республиканцев приведет к разъединению страны, постоянной теме политических дебатов в те годы. Незнайки пытались представить себя как единственную партию, способную преодолеть разногласия между севером и югом. Все три основные партии получили поддержку на Севере, но у республиканцев практически не было южных сторонников.
По итогам выборов Бьюкенен выиграл относительное большинство голосов избирателей и абсолютное большинство голосов выборщиков, выиграв все рабовладельческие штаты кроме Мэриленда (единственный штат, в котором победила партия незнаек) и пять свободных штатов. Фримонт получил большинство голосов выборщиков от свободных штатов и занял второе место в общенациональном голосовании избирателей, в то время как Филлмор смог набрал 21,5% голосов избирателей. Вскоре партия незнаек распалась на национальном уровне, поскольку большинство ее членов, выступавших против рабства, присоединилось к Республиканской партии после решения Верховного суда 1857 года по делу Дреда Скотта. Эти выборы ознаменовали конец Второй партийной системы, а также оказались последней победой демократов на президентских выборах до 1884 года, поскольку республиканцы стали доминирующей партией во время и после Гражданской войны.

## Выборы

### Контекст выборов
Республиканская партия была создана в 1854 году в ответ на известный билль Канзас-Небраска, принятый президентом-демократом Франклином Пирсом, который предоставлял новым штатам выбор их отношения к рабству. Республиканцы считали, что этот закон способствует распространению рабовладельчества на новые территории. Демократы же считали, что официальная позиция по отношению к рабству должна решаться штатами. Третья крупная Американская партия (партия «Ничего-не-знаю») игнорировала полемику по поводу рабовладельчества и концентрировалась на анти-иммигрантской тематике. Вопрос иммиграционной политики возник из-за значительной иммиграции в США из Ирландии и Германии и способствовал получению партией коренных американцев около четверти голосов.
Президент Франклин Пирс не получил поддержки демократов на новых выборах, которые номинировали вместо него Джеймса Бьюкенена. Это произошло в основном из-за раскола среди демократов после билля Канзас-Небраска. После распада партии вигов её место пытались занять молодая Республиканская партия и Американская партия ничего-не-знаю. Первая выдвинула Джона Фремонта из Калифорнии, а вторая номинировала экс-президента Милларда Филлмора. Хотя на выборах республиканец Фремонт получил в южных штатах лишь 600 голосов, анализ показывал, что республиканцы могли бы победить на следующих выборах 1860 года, одержав дополнительно победу ещё в двух штатах, таких как Пенсильвания и Иллинойс.

### Результаты
| Кандидат        | Партия                 | Кол-во голосов | Кол-во голосов | Выборщики |
| Кандидат        | Партия                 | Количество     | %              | Выборщики |
| --------------- | ---------------------- | -------------- | -------------- | --------- |
| Джеймс Бьюкенен | Демократическая партия | 1 836 072      | 45,28%         | 174       |
| Джон Фримонт    | Республиканская партия | 1 342 345      | 33,11%         | 114       |
| Миллард Филлмор | Партия незнаек         | 873 053        | 21,53%         | 8         |
| Другие          | —                      | 3 177          | 0,08%          |           |
| Всего           | Всего                  | 4 054 647      | 100%           | 296       |